# トマス・アクィナス
トマス・アクィナス（羅: Thomas Aquinas、1225年頃 - 1274年3月7日）は、中世ヨーロッパ、イタリアの神学者、哲学者。シチリア王国出身。ドミニコ会士。『神学大全』で知られるスコラ学の代表的神学者である。
カトリック教会と聖公会では聖人、カトリック教会の教会博士33人のうち1人。イタリア語ではトンマーゾ・ダクイーノ (Tommaso d'Aquino) とも表記される。

## 生涯
1225年ごろ、トマスは南イタリアの貴族の家に生まれた。母テオドラは神聖ローマ帝国のホーエンシュタウフェン家につらなる血筋であった。生まれたのはランドルフ伯であった父親の居城、ナポリ王国アクイーノ近郊のロッカセッカ城であると考えられている。伯父のシニバルドはモンテ・カッシーノ修道院の院長をしていたため、やがてトマスもそこで院長として伯父の後を継ぐことが期待されていた。修道院にはいって高位聖職者となることは貴族の子息たちにはありがちなキャリアであった。
こうして5歳にして修道院にあずけられたトマスはそこで学び、ナポリ大学を出ると両親の期待を裏切ってドミニコ会に入会した。ドミニコ会は当時、フランシスコ会と共に中世初期の教会制度への挑戦ともいえる新機軸を打ち出した修道会であり、同時に新進気鋭の会として学会をリードする存在であった。家族はトマスがドミニコ会に入るのを喜ばず、強制的にサン・ジョバンニ城の家族の元に連れ帰り、一年以上そこで軟禁されて翻意を促された。初期の伝記によれば、家族は若い女性を送り込み、トマスを誘惑させたが、トマスはそれを追い払った。
ついに家族も折れてドミニコ会に入会を許されるとトマスはケルンに学び、そこで生涯の師とあおいだアルベルトゥス・マグヌスと出会った。おそらく1244年ごろのことである。1245年にはアルベルトゥスと共にパリ大学に赴き、3年同地ですごし、1248年に再び二人でケルンへ戻った。アルベルトゥスの思考法・学問のスタイルはトマスに大きな影響を与え、トマスがアリストテレスの手法を神学に導入するきっかけとなった。トマスは非常に観念的な価値観を持つ人物であり、同時代の人と同じように聖なるものと悪なるものをはっきりと区別するものの見方をしていた。あるとき、自然科学に興味があったアルベルトゥスがトマスに自動機械なるものを示すと、トマスは悪魔的であるとしてこれを批判した。
1252年にドミニコ会から教授候補としての推薦を受けてパリに赴き、規定に則り講師として数年講義を行うことで学位（教授認可）を取得しようとしたが、当時パリ大学の教授会は托鉢修道会に対して敵対的であり、学位取得は長引いた。講師として教鞭を執りながら取得を待ったトマスは1256年は学位を取得してパリ大学神学部教授となり、1257年には正式に教授会に迎え入れられた。1259年にはヴァランシエンヌでおこなわれたドミニコ会総会に代表として出席した。
1259年にパリ大学を辞任したのちイタリアに戻り、1261年頃にはオルヴィエートのドミニコ会修道院で教鞭を執りつつ、教皇ウルバヌス4世の願いによって聖書註解や神学研究を行った。1265年にはドミニコ会の命により、ローマのサンタ・サビーナ聖堂で神学大学を設立した。
1269年再びパリ大学神学部教授になり、シゲルスを中心とするラテンアヴェロエス派や、ジョン・ペッカムを中心とするアウグスティヌス派と論争を繰り広げる。同時代の人々の記録によるとトマスは非常に太った大柄な人物で、色黒であり頭ははげ気味であったという。しかし所作の端々に育ちのよさが伺われ、非常に親しみやすい人柄であったらしい。議論においても逆上したりすることなく常に冷静で、論争者たちもその人柄にほれこむほどであったようだ。記憶力が卓抜で、いったん研究に没頭するとわれを忘れるほど集中していたという。そしてひとたび彼が話し始めるとその論理のわかりやすさと正確さによって強い印象を与えていた。
1272年のフィレンツェの教会会議において、トマスは、ローマ管区内の任意の場所に神学大学を設立するように求められ、温暖な故郷ナポリを選び、著作に専念して思想を集大成に努めるようになった。

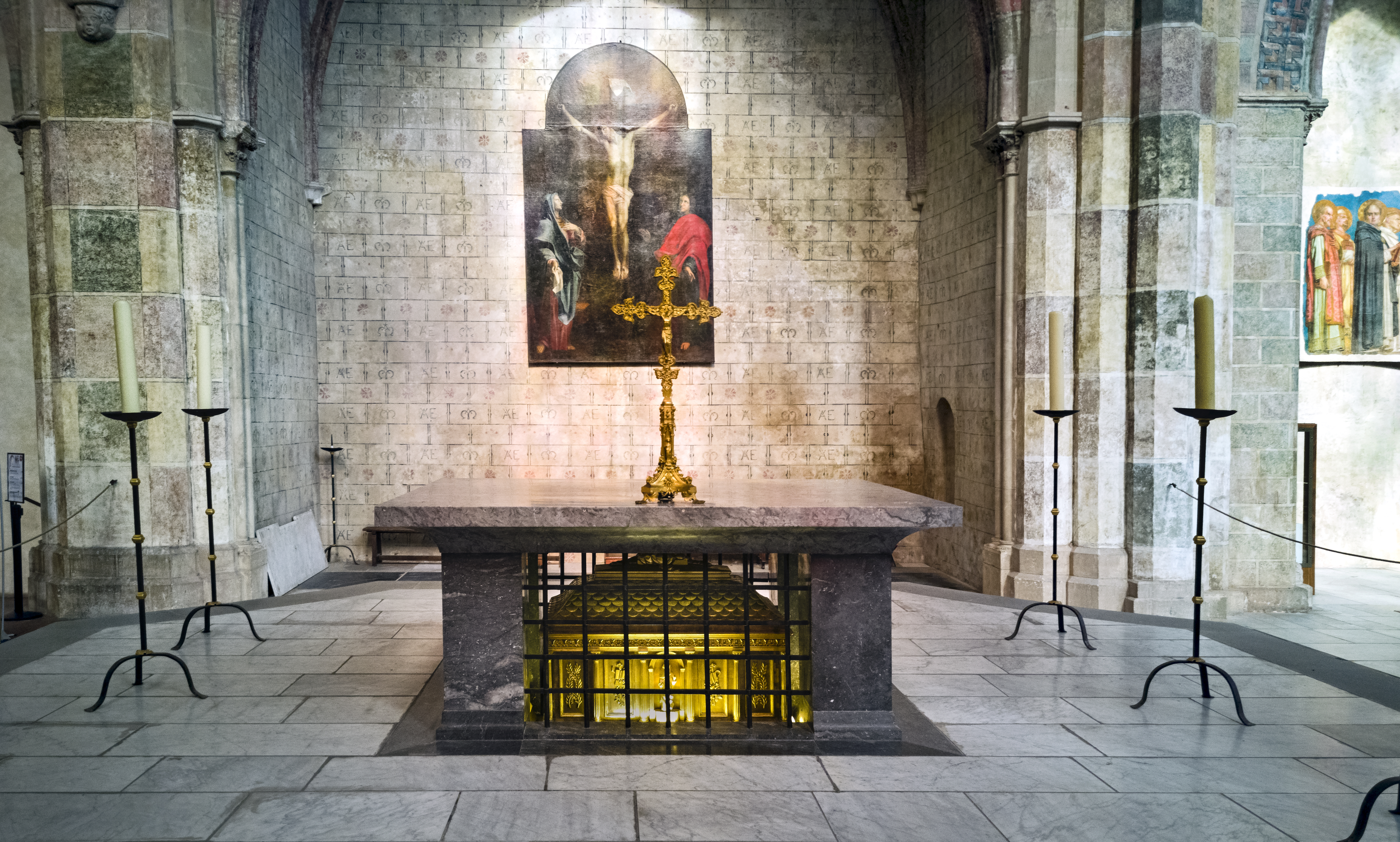
トマスの遺骨を納めたジャコバン教会の祭壇

1274年の初頭、教皇は第2リヨン公会議への出席を要請した。トマスは健康状態が優れなかったが、これを快諾し、ナポリからリヨンへ向かった。しかし、道中で健康状態を害し、ドミニコ会修道院で最期を迎えたいと願ったが、かなわずソンニーノに近いフォッサノヴァ（現在はプリヴェルノ市の一部）のシトー会修道院で世を去った。1274年3月7日のことであった。シトー会士たちは遺体をドミニコ会側に渡すまいと、棺を修道院内に隠す、頭を切り離す、骨だけにするために遺体を煮込むなどの暴挙をあえて行ったともいわれているが、教皇の命令により1369年になってようやく遺骨がドミニコ会に引き渡された。トマスの遺骨の納められた墓は、フランス・トゥールーズのジャコバン教会に存在する。
トマスは会う人すべてに強い印象を与えている。彼はパウロやアウグスティヌスと並び立つ人物といわれ、Doctor Angelicus(神の使いのような博士)と呼ばれた。1319年にトマスの列聖調査が始められ、1323年7月18日、アヴィニョンの教皇ヨハネス22世によって列聖が宣言され、聖人にあげられている。
1545年のトリエント公会議。議場に設けられた祭壇の上には二つの本だけが置かれていた。一つは聖書、そしてもう一つはトマス・アクィナスの『神学大全』であった。

## 思想

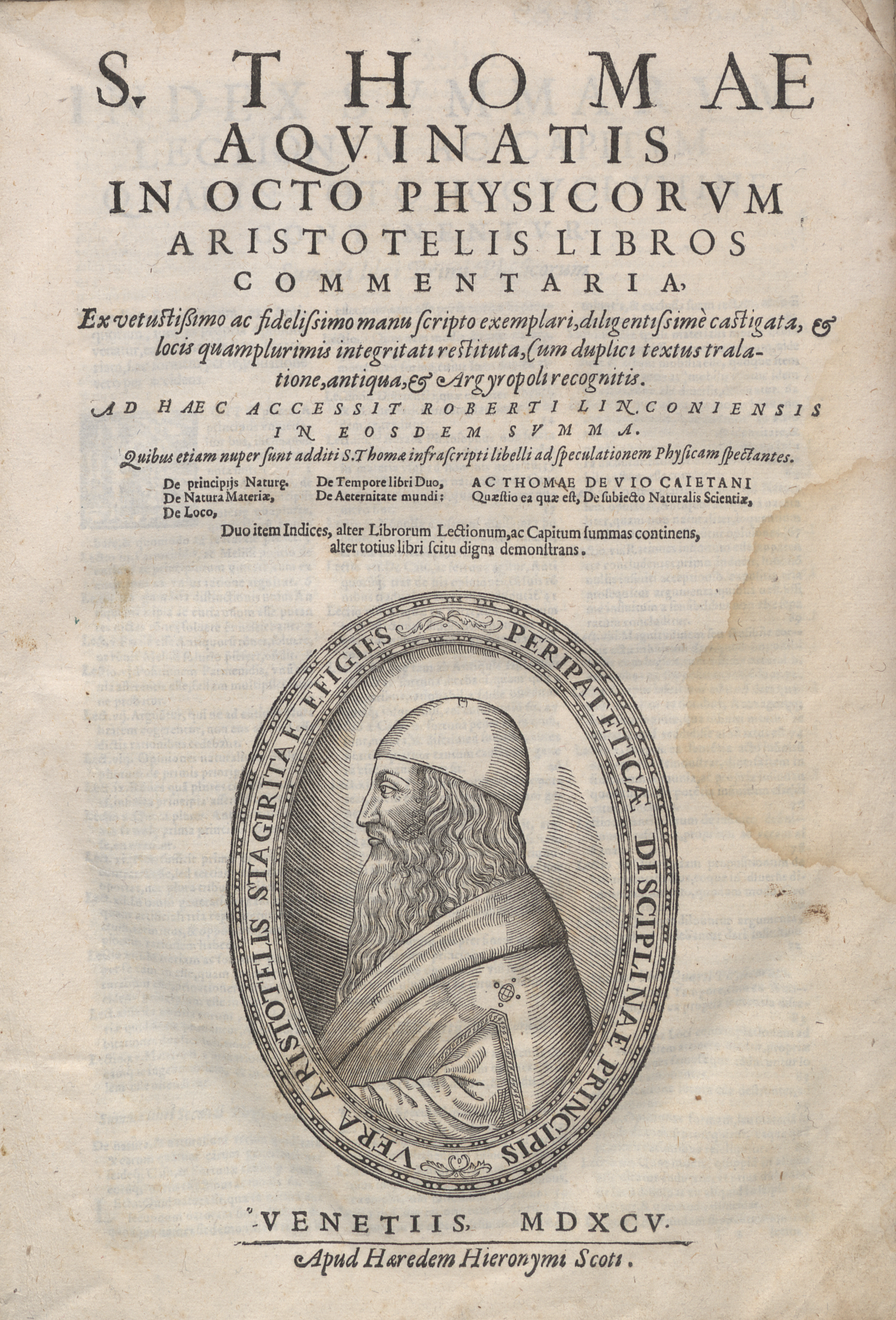
Super Physicam Aristotelis, 1595

トマスの最大の業績は、キリスト教思想とアリストテレスを中心とした哲学を統合した総合的な体系を構築したことである。かつてはトマスは単なるアリストテレス主義者にすぎないという見方もあったが、最近の研究ではそのような見方は否定されている。
トマスはアヴィケンナやアヴェロエス、アビケブロン、マイモニデスなどの多くのアラブやユダヤの哲学者たちの著作を読んで研究し、その著作においても度々触れている。そこから、トマスは単なる折衷家にすぎないとの見方も根強いものがあったが、現在では、「存在」（エッセ）の形而上学がトマス的総合の核心であり、彼独自の思想である点に見解の一致があり、その存在をどのように解釈するかによって様々な立場に分かれるとされている。
全体的にみれば、トマスは、アウグスティヌス以来のネオプラトニズムの影響を残しつつも、哲学における軸足をプラトンからアリストテレスへと移した上で、神学と哲学の関係を整理し、神中心主義と人間中心主義という相対立する概念のほとんど不可能ともいえる統合を図ったといえる。
トマスの思想は、その死後もトマス主義として脈々と受け継がれ、近代の自然法論や国際法理論や立憲君主制にも多大な影響を与えただけでなく、19世紀末におきた新トマス主義に基づく復興を経て現代にも受け継がれている。

### 神学
トマスの生きた時代は、十字軍をきっかけに、アラブ世界との文物を問わない広汎な交流が始まったことにより、東ローマ帝国皇帝ユスティニアヌスの異教活動禁止のため、一度は途絶したギリシア哲学の伝統がアラブ世界から西欧に莫大な勢いで流入し、度重なる禁止令にもかかわらず、これをとどめることはできなくなっていた。また、同様に、商業がめざましい勢いで発展し、都市の繁栄による豊かさの中で、イスラム教徒であるとユダヤ教徒であるとキリスト教徒であるとを問わず、大衆が堕落していくという風潮と、これに対する反感が渦巻いていた。
トマスは、このような時代背景の下、哲学者アリストテレスの註釈家と呼ばれていたアヴィケンナやアヴェロエスとは、キリスト教の真理を弁証する護教家として理論的に対決する必要に迫られていた。また、トマスは、同様に、アビケブロンのみならず多くのユダヤ人思想家とも対決をしなければならなかった。トマスは、アリストテレスの存在論を承継しつつも、その上でキリスト教神学と調和し難い部分については、新たな考えを付け加えて彼を乗り越えようとしたのであり、哲学は「神学の婢」（ancilla theologiae）であった。

#### アリストテレス自然哲学とキリスト教神学の調停
アリストテレス自然哲学による二元的宇宙像は、地上界の出来事には必然的に天上界が作用するという考え方の基本となった。この考え方には、「地上界のあらゆる出来事は天上界の動きによって予め決まっている」という運命決定論と、逆に天上界の運行がわかれば未来を予測できるという占星術が含まれていた。この「自然が自身の法則性にのっとって自律的に振る舞う」という古代ギリシャ自然哲学の世界観は神による奇蹟を認めるキリスト教とは相容れなかった。
キリスト教会は、400年の第1トレド教会会議で占星術の排斥を決議し、さらに561年の第1プラガ教会会議でも占星術を公式に否定した。その後、ヨーロッパでは、古代ギリシャ哲学の書物はイスラム圏に流出したもの以外は教会の書庫の奥に眠ることとなり、その内容は次第に忘れ去られていった。
ところが12世紀ルネサンスの過程で、イスラム圏からの流入によって、ヨーロッパの知識人たちはアリストテレス自然哲学を知ることになる。そしてアリストテレスの自然哲学が大学で教育され西欧の知識階級に浸透してゆく過程で、二元的宇宙像とそれに基づく占星術は一般の人々を広く魅了して浸透していった。キリスト教は、一方的な禁止や弾圧ではアリストテレス自然哲学を抑えきれなくなっていった。トマスはその危機に直面したキリスト教神学を救った。
問題は「アリストテレスの二元的宇宙像では天上界が地上界のどこまで影響を及ぼすのか」ということだった。トマスは、「物体としての天体は物体としての人間の身体には作用するが、非物体としての人間精神や意志には直接作用することはない。」と解釈してキリスト教神学とアリストテレスの自然哲学を調停した。彼の神学思想は、死後一時異端と判断されたが、1322年に復権してキリスト教世界で公式に認められ、14世紀中期に正統神学の地位を確立した。
一方で、トマスのおかげで、アリストテレスなどによる古代ギリシャ自然哲学は公に研究できるようになった。これによるアリストテレス自然哲学などの研究は、17世紀のいわゆる「科学革命」へとつながっていった。

### 哲学
トマスは、その哲学において、アリストテレスの「形相－質料」（forma-materia）と「現実態－可能態」の区別を、存在者説明のために受け入れる。アリストテレスによれば、存在者には、静態的に見れば「質料因」と「形相因」があり、存在者が何でできているかが「質料因」、その実体・本質が「形相因」である。存在者を動態的に見たとき、潜在的には可能であるものが「可能態」であり、それが生成した様態が「現実態」である。「形相－質料」は主に質量を持つ自然界の存在者に該当対象が限られるが、「現実態－可能態」は自然界を超越した、質量を持たないで形相のみの存在者にまで該当対象が及ぶ。すべての存在者は可能態から現実態への生成流転の変化のうちにあるが、すべての存在者の究極の原因である「神」（不動の動者）は、質料をもたない純粋形相でもあった。
しかし、トマスにとっては、神が、万物の根源であるが、純粋形相ではあり得なかった。旧約聖書の『出エジプト記』第3章第14節で、神は「私は在りて在るものである」との啓示をモーセに与えているからである。そこで、彼は、アリストテレスの存在観念に修正を加え、「本質不可欠存在」（essentia不可欠のente）とした。本質論者のアヴィケンナによる影響があった。彼によれば、「存在」は「本質」を存在者とするため「現実態」であるが、「本質」はそれだけでは現実に存在できないため「可能態」である。一方、「存在」はいかなるときにおいても「現実態」である。そして神は、自存する「存在そのもの」であり、純粋現実態である。
人間は、理性によって神の存在を認識できる（いわゆる宇宙論的証明）。しかし、有限である人間は無限である神の本質を認識することはできず、理性には限界がある。もっとも、人間は神から「恩寵の光」と「栄光の光」を与えられることによって知性は成長し神を認識できるようになるが、生きている間は恩寵の光のみ与えられるので、人には信仰・愛・希望の導きが必要になる。人は死して初めて「栄光の光」を得て神の本質を完全に認識するものであり、真の幸福が得られるのである。

### 法・政治論
トマスは、神の摂理が世界を支配しているという神学的な前提から、永久法の観念を導きだし、そこから理性的被造物である人間が永遠法を「分有」することによって把握する自然法を導き出し、その上で、人間社会の秩序付けるために必要なものとして、人間の一時的な便宜のために制定される人定法と神から啓示によって与えられた神定法という二つの観念を導きだした。その詳細は以下のとおり。
永久法とは、この宇宙を支配する神の理念であり、そのうち、理性的被造物たる人間が分有しているものが、自然法である。そして、自然法のうち、人間が何らかの効用のために特殊的に規定するものが人定法であり、人間がより強く永久法に与れるように、神から補助的に与えられたものが神定法である。すなわち、人間の能力には限界があるために、人々は永久法から与った自然法にもとづいて適切に人定法を制定するということができず、また、様々な意見の対立が生じるので、それを補うために神から与えられたものが、神定法である。ここで、神定法として念頭に置かれているのは、旧約聖書と新約聖書において命じられている事柄であり、前者は旧法（lex vetus）、後者は新法（lex nova）と呼ばれる。永久法は、神のうちにある最高の理念であり、あらゆる法 の源泉である。このような永久法の一部である自然法は、あらゆる人定法の源泉であり、その妥当性の基準となるとして、トマスは、永久法・自然法・人定法の階層構造を認めたのである。

## 著作

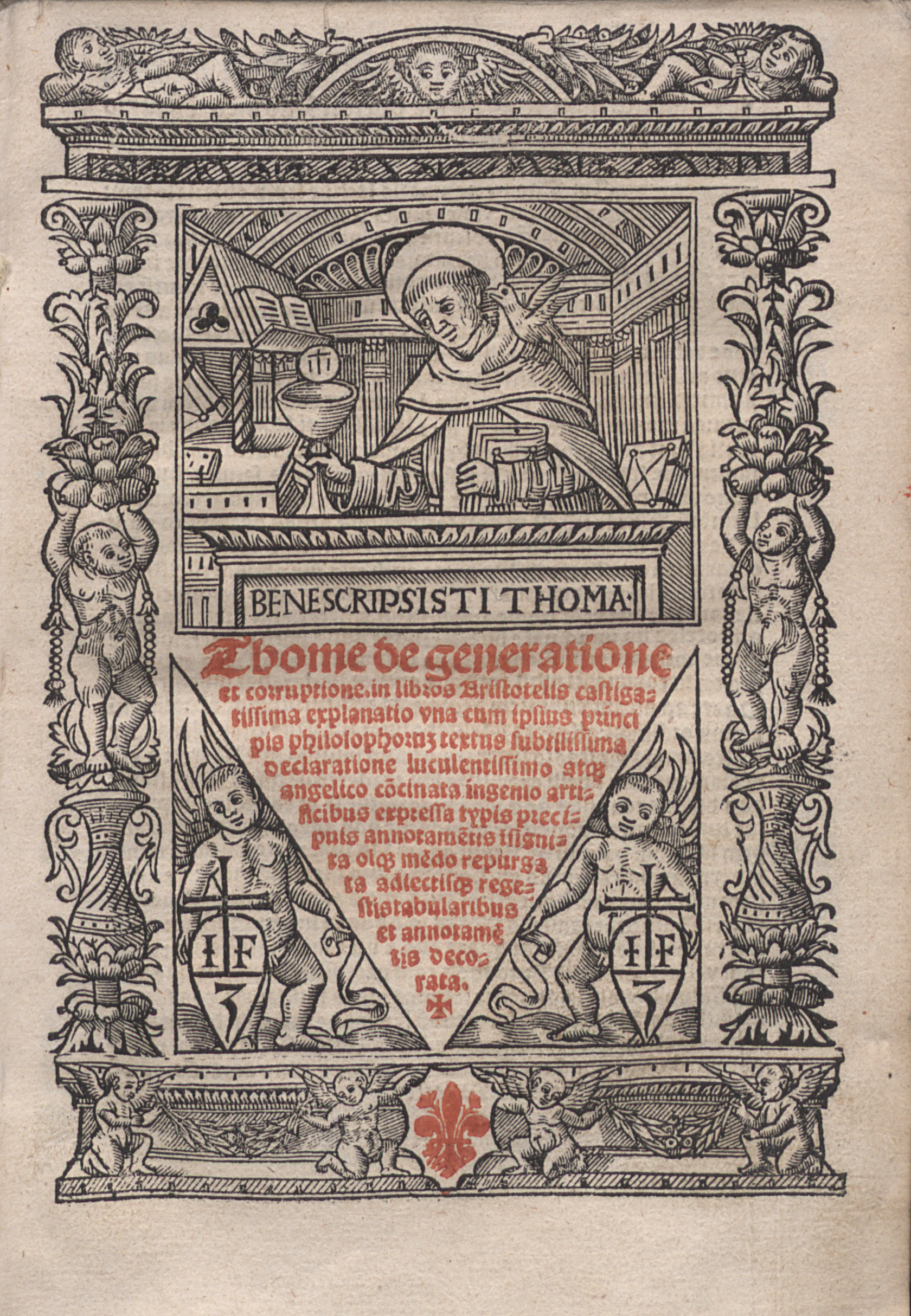
Super libros de generatione et corruptione

### 分類と解説
トマスの著作は、大きく以下の5種類に分類できる。
1. 神学に関する総合的・体系的著作
2. 討論
3. 聖書注解
4. アリストテレス及びその他の権威ある著作の注解
5. その他の小著作。

第一のカテゴリーに分類されるものには、『命題論集注解』及び『対異教徒大全』のほか、もっとも有名な『神学大全』が含まれる。
第二のカテゴリーには、様々な題のついた「定期討論集」（正規の授業で行なわれた討論を集めたもの）と「任意討論集」（復活祭と誕生祭の前の週に行なわれた討論を集めたもの）がある。
定期討論集は以下のとおり
- 『悪について』
- 『神の能力について』
- 『真理について』
- 『徳一般について』
- 『霊魂について』
- 『霊的被造物について』

第三のカテゴリーは、旧約聖書や新約聖書の注解である。
旧約聖書の注解は以下のとおりである。
- 『ヨブ記注解』
- 『詩篇注解』
- 『イザヤ書注解』
- 『エレミヤ書注解』
- 『エレミヤ悲歌注解』

新約聖書の注解は以下のとおり
- 『マタイ福音書注解』
- 『ヨハネ福音書注解』
- 『カテナアウレア』（1475年）。これは四福音書への注解である。この福音書注解はどちらかというと教父たちの注解を引用して集成したものといえる。

第四のカテゴリーは、アリストテレスやその他の権威ある人の注解である。
アリストテレスの著作への注解は以下のとおり
- 『感覚と感覚されるものについての注解』
- 『記憶と想起についての注解』
- 『形而上学注解』
- 『自然学注解』
- 『生成消滅論注解』
- 『天体宇宙論注解』
- 『分析論後書注解』
- 『命題論注解』
- 『倫理学注解』
- 『政治学注解』

アリストテレス以外の権威ある者の著作への注解は以下のとおり
- 『原因論注解』
- 『ディオニシウス注解』
- 『ボエティウス・デ・ヘブドマディブス注解』
- 『ボエティウス三位一体論注解』

第五のカテゴリーには、『世界の永遠性についてーつぶやく者に対して』など論争的著作や『存在するものと本質について』など特定の主題についての論文が含まれる。
トマスは著作を自ら筆記せず、口述したものを弟子たちに書き取らせた。トマスは悪筆で有名で、初期の伝記作家によればトマスは複数の筆記者にそれぞれに異なった事柄を話し、あたかも「神からの真理の巨大な奔流が彼のうちに流れこんでいるかのようだった」という。このような伝説的な逸話は別としても、近代の研究者も写本の研究から、トマスが覚書を手にして読み上げながら、自分が読み上げた文章を必要に応じて修正し、他の著作を引用するときはその書物を取り出して読んでいたのであろうと推測している。
その著作において、トマスはドゥンス・スコトゥスらと違い、読者にも自らの思想の軌跡を懇切丁寧に追体験させるような表現をせず、権威を持って教えるという形にしている。これは彼が啓示を受けて著作したというスタンスに立っているためであり、そのためトマスの著作は現代のわれわれの視点からはやや物足りないという感を与えるものになっている。

### 著作（主な邦訳）
- 『神學大全』 高田三郎・山田晶・稲垣良典ほか訳、創文社、1960–2012（全45巻・全39冊）[注 2]。講談社：オンデマンド版[43]、および電子書籍、2022。
- 『トマス・アクィナス　神学大全 Ⅰ・Ⅱ』 山田晶訳、川添信介補訳・解説（中央公論新社〈中公クラシックス〉、2014）- ※別訳版[44]（第一部26章目まで）
- 『精選 神学大全』 稲垣良典編訳[45]、山本芳久編訳・解説（岩波文庫 全4巻、2023.7 - ）
- 『世界大思想全集　トマス・アクィナス 神学大全』服部英次郎編訳、河出書房新社、1965[46]

神学大全以外
- 『中世思想原典集成 14　トマス・アクィナス』、上智大学中世思想研究所編（山本耕平編訳・監修）、平凡社、1993
『兄弟ヨハネスへの学習法に関する訓戒の手紙』、『形而上学注解』[47]、『使徒信条講話』、『種々の敬虔な祈り』、『聖書の勧め』、『聖書の勧めとその区分』、『存在者と本質について』
 『知性の単一性について―アヴェロエス主義者たちに対する論駁』、『ボエティウス 三位一体論注解』、『ボエティウス・デ・ヘプドマディプス注解』、『命題論注解』、『離存的実体について（天使論）』（全12編：初訳もしくは新訳）
- 『トマス・アクィナス　真理論 （上・下）』、中世思想原典集成（第Ⅱ期 第1・2巻）
上智大学中世思想研究所 編・監修（山本耕平編訳）、平凡社、2018
- 『トマス・アクィナス 神秘と学知－ボエティウス「三位一体論」に寄せて　翻訳と研究』 長倉久子訳著、創文社、1996
- 『君主の統治について　謹んでキプロス王に捧げる』 柴田平三郎訳、慶應義塾大学出版会、2005／岩波文庫、2009
- 『在るものと本質について』 稲垣良典訳註、知泉書館、2012
- 『トマス・アクィナス「ヨブ記註解」』 保井亮人訳、知泉書館、2016
- 『神学提要』 山口隆介訳、知泉書館「知泉学術叢書」、2018
- 『『ガラテア書』註解』 磯部昭子訳、知泉書館「知泉学術叢書」、2021
- 『カテナ・アウレア　マタイ福音書註解 （上・下）』 保井亮人訳、知泉書館「知泉学術叢書」、2023
- 『カテナ・アウレア　マルコ福音書註解』 保井亮人訳、知泉書館「知泉学術叢書」、2025

## 関連文献
- 山田晶 『トマス・アクィナスの〈エッセ〉研究』 創文社、1978
- 山田晶 『トマス・アクィナスの〈レス〉研究－中世哲学研究第四』 創文社、1986
- 渡部菊郎 『トマス・アクィナスにおける真理論』 創文社、1997
- 水田英実 『トマス・アクィナスの知性論』 創文社、1998
- 稲垣良典 『トマス・アクィナス哲学の研究』 創文社、2007
- 長倉久子 『トマス・アクィナスのエッセ研究』 知泉書館、2009
- 稲垣良典 『トマス・アクィナス 『神学大全』』 講談社選書メチエ、2009／講談社学術文庫、2019。入門書
- 山本芳久 『トマス・アクィナス　理性と神秘』 岩波新書、2017。入門書
- 山本芳久 『世界は善に満ちている　トマス・アクィナス哲学講義』 新潮選書、2021。対話編での「神学大全」感情論の解説
- G・K・チェスタトン『聖トマス・アクィナス』 生地竹郎訳、ちくま学芸文庫（山本芳久解説）、2023／元版「著作集6」春秋社、1976。入門書の古典
- エティエンヌ・ジルソン『キリスト教哲学入門　聖トマス・アクィナスをめぐって』 山内志朗監訳・松本鉄平訳、慶應義塾大学出版会、2014
- クラウス・リーゼンフーバー『存在と思惟　中世哲学論集』 山本芳久編・解説、村井則夫・矢玉俊彦訳、講談社学術文庫、2024。トマス論集
- アンソニー・ケニー『トマス・アクィナス』 高柳俊一・藤野正克訳、教文館「コンパクト評伝シリーズ」、1996
- アンソニー・ケニー『トマス・アクィナスの心の哲学』 川添信介訳、勁草書房、1997
- J・P・トレル『トマス・アクィナス 人と著作』 保井亮人訳、知泉書館「知泉学術叢書」、2018
- J・P・トレル『トマス・アクィナス 霊性の教師』 保井亮人訳、知泉書館「知泉学術叢書」、2019
- F・X・ピュタラ『トマス・アクィナスの自己認識論』 保井亮人訳、知泉書館「知泉学術叢書」、2021